# Sá (Monção)
Sá era una freguesia portuguesa del municipio de Monção, distrito de Viana do Castelo.

## Historia
Perteneciente al municipio de Valadares hasta la extinción de este en 1855, Sá era una freguesia rural de economía agropecuaria, en la que destaca la producción de vino albariño.
Fue suprimida el 28 de enero de 2013, en aplicación de una resolución de la Asamblea de la República portuguesa promulgada el 16 de enero de 2013 al unirse con las freguesias de Messegães y Valadares, formando la nueva freguesia de Messegães, Valadares e Sá.

## Patrimonio
En el patrimonio histórico-artístico de la antigua freguesia destaca la iglesia parroquial románica, del siglo XII.